# Météorite du cap York
La météorite du cap York est une météorite qui a percuté la Terre il y a environ 10 000 ans. Elle porte le nom du lieu de sa découverte (le cap York, au nord-ouest du Groenland). Il s'agit de l'une des plus grosses météorites de fer connues.

## Caractéristiques
La météorite du cap York est une météorite de fer du groupe IIIAB, divisée en plusieurs fragments. Sa masse totale est estimée à 58,2 t.
Elle est faite d'un alliage de fer météorique composé de 92 % de fer et de 8 % de nickel, avec des traces de germanium, de gallium et d'iridium.

## Historique

### Utilisation inuite
À l'origine, trois masses de fer appartenant à la météorite sont connues des Inuits : Ahnighito (la Tente), pesant 31 tonnes, la Femme, 3 tonnes, et le Chien, 400 kg. Pendant plusieurs siècles, les Inuits vivant près des météorites les utilisent comme source de métal pour leurs outils et leurs harpons,. Les spécialistes estiment désormais que ces blocs vont permettre aux Esquimaux d'entrer au VIIIe siècle dans l'âge du fer. Le fer était arraché de la météorite à coups de pierre de basalte, puis il était travaillé à froid. Martelé et ciselé, le métal devenait alors un outil redoutable pour la chasse aux phoques.

### Découverte européenne

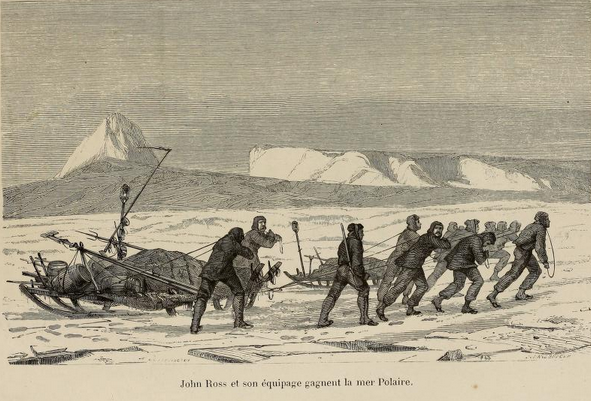
John Ross et son équipage gagnent la mer polaire.

En 1818, l'Écossais John Ross entre en contact avec des Inuits qui n'avaient jamais vu d'Occidentaux. Il est surpris de les trouver équipés de ces harpons et couteaux en fer, alors que les terres polaires, les maigres ressources minérales, l'absence d'arbre et de charbon, ne sont pas propices à la métallurgie. Ross finit par comprendre que le métal de bonne qualité provient en fait d'une météorite exploitée par les Esquimaux. Une « montagne de fer » si précieuse qu'ils refusent de lui en indiquer la localisation.
Entre 1818 et 1883, cinq expéditions échouent à trouver la source du fer.

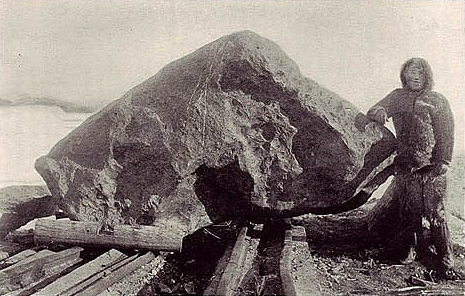
Robert Peary et la météorite Anhighito en 1897.

Elle est finalement localisée en 1894 par l'explorateur américain Robert Peary, avec l'aide d'un guide local qui l'amène à l'île Saviksoah, au large du cap York. Peary passe trois ans à charger les météorites sur des navires. Le chargement nécessite la construction de l'unique chemin de fer du Groenland. Peary vend les morceaux pour 40 000 $ à l'American Museum of Natural History de New York, où elles sont toujours visibles.
Le fragment principal, Ahnighito, mesurant 3,4 m de long sur 2,1 de large et 1,7 de haut, est installé dans le hall Arthur Ross. Plus grosse météorite jamais transportée, elle nécessite la construction d'un support spécial directement placé sur le substrat rocheux sous le musée.

### Découvertes ultérieures
En 1963, un 4e fragment important est découvert par Vagn F. Buchwald près d'Agpalilik. Cette météorite, nommée Agpalilik ou l'Homme, pèse 20 t et est exposée au Musée géologique de l'Université de Copenhague, au Danemark.
D'autres fragments plus petits sont également découverts au fil du temps, comme Savik I en 1911 (3 t) et Tunorput en 1984 (250 kg).

## Fragments
Les fragments les plus importants de Cap York ont chacun leur nom.
| Fragment             | Masse (kg) | Date de découverte par les Occidentaux | Lieu de découverte    | Géolocalisation      |
| -------------------- | ---------- | -------------------------------------- | --------------------- | -------------------- |
| Ahnighito (la Tente) | +30 900,   | 1894-1897                              | Meteorite Island (en) | 76° 04′ N, 64° 58′ O |
| La Femme             | +03 000,   | 1897                                   | Saveruluk             | 76° 09′ N, 64° 56′ O |
| Le Chien             | +00400,    | 1897                                   | Saveruluk             | 76° 09′ N, 64° 56′ O |
| Savik I              | +03 400,   | 1913                                   | Savequarfik           | 76° 08′ N, 64° 36′ O |
| Thulé                | +00048,    | 1955                                   | Thulé                 | 76° 32′ N, 67° 33′ O |
| Savik II             | +0 0008,   | 1961                                   | Savequarfik           | 76° 08′ N, 64° 36′ O |
| Agpalilik (l'Homme)  | +20 000,   | 1963                                   | Agpalilik             | 76° 09′ N, 65° 10′ O |
| Tunorput             | +00350,    | 1984                                   |                       |                      |

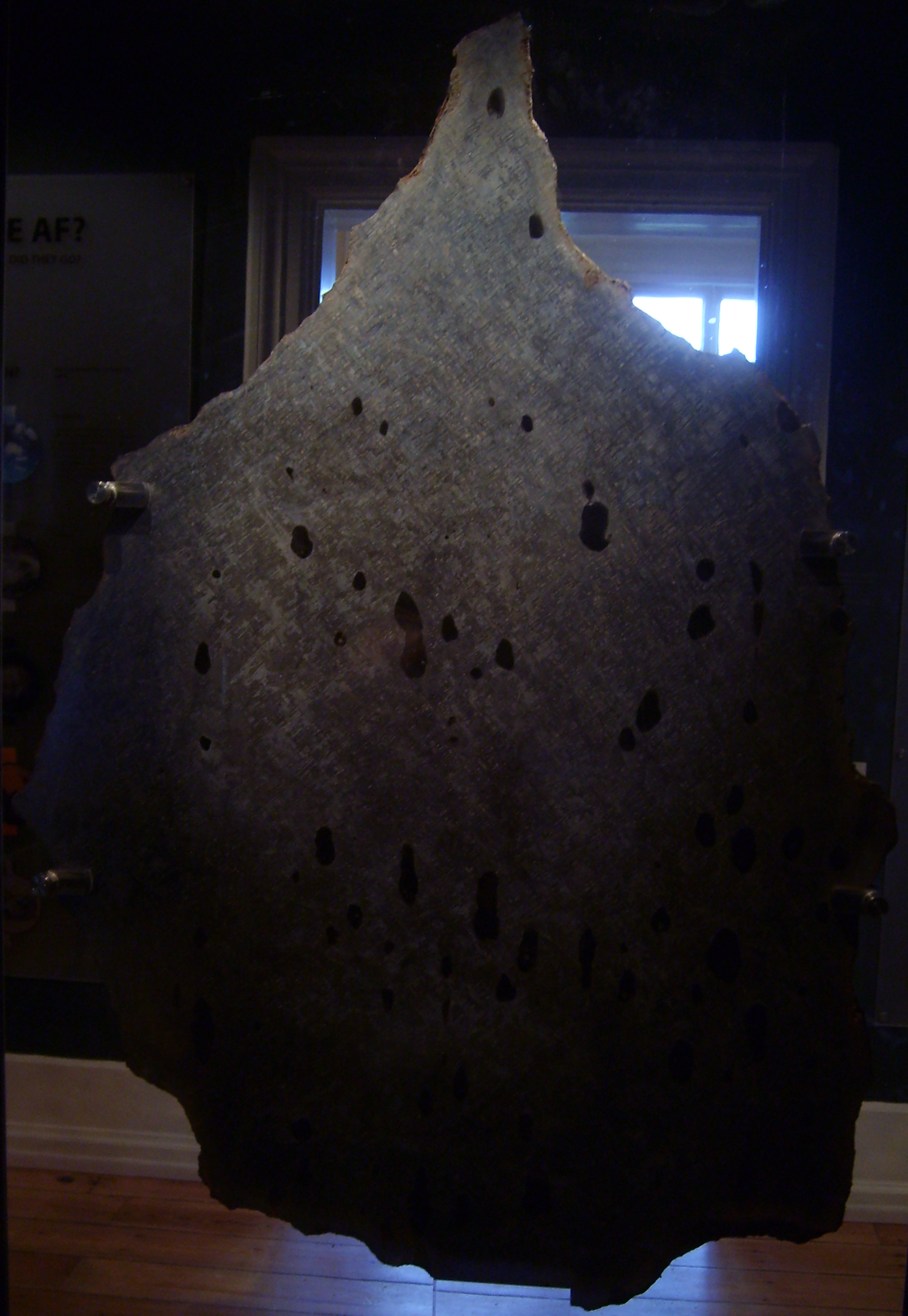
Morceau d'Agpalilik, Musée géologique de Copenhague.
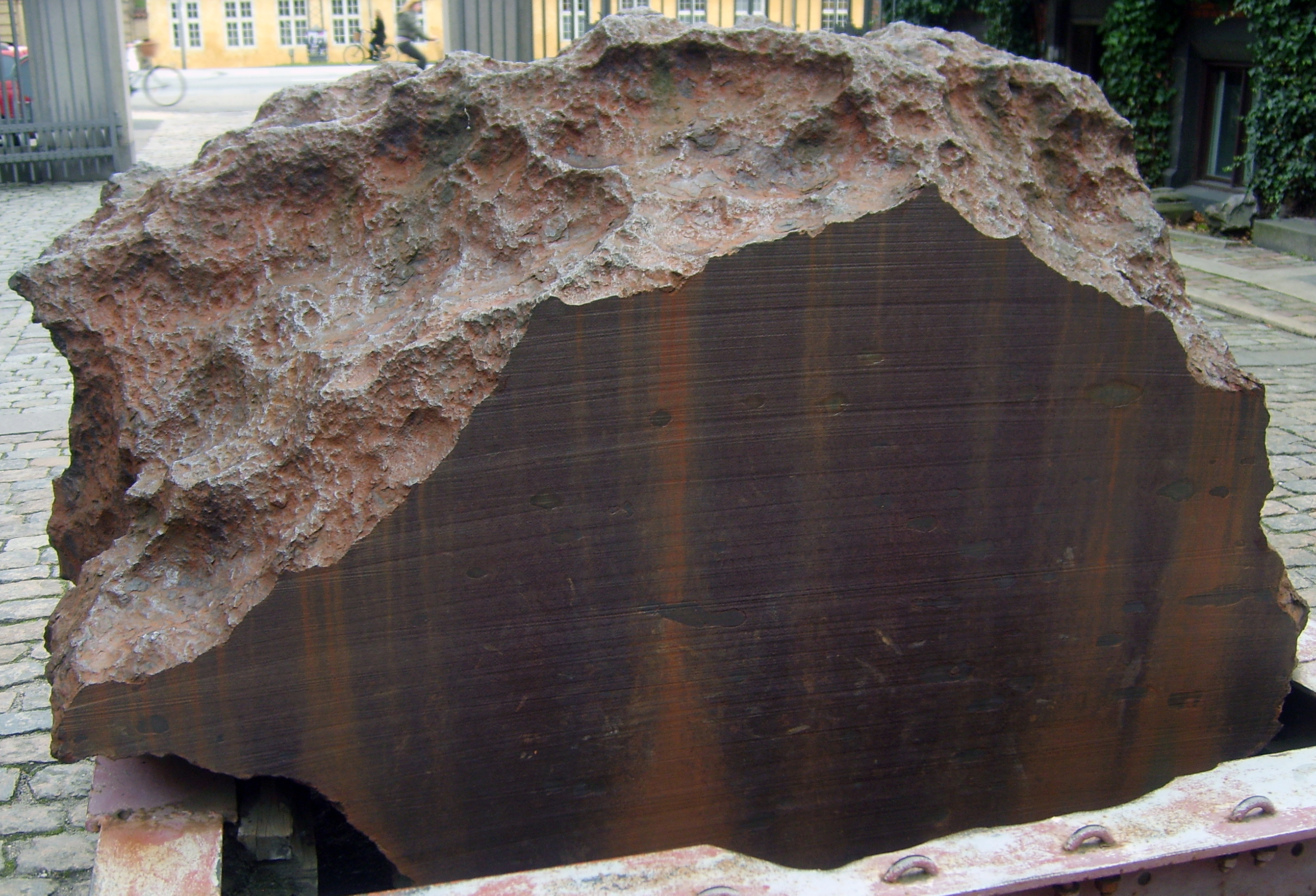
Agpalilik, à l'extérieur du Musée géologique de Copenhague.
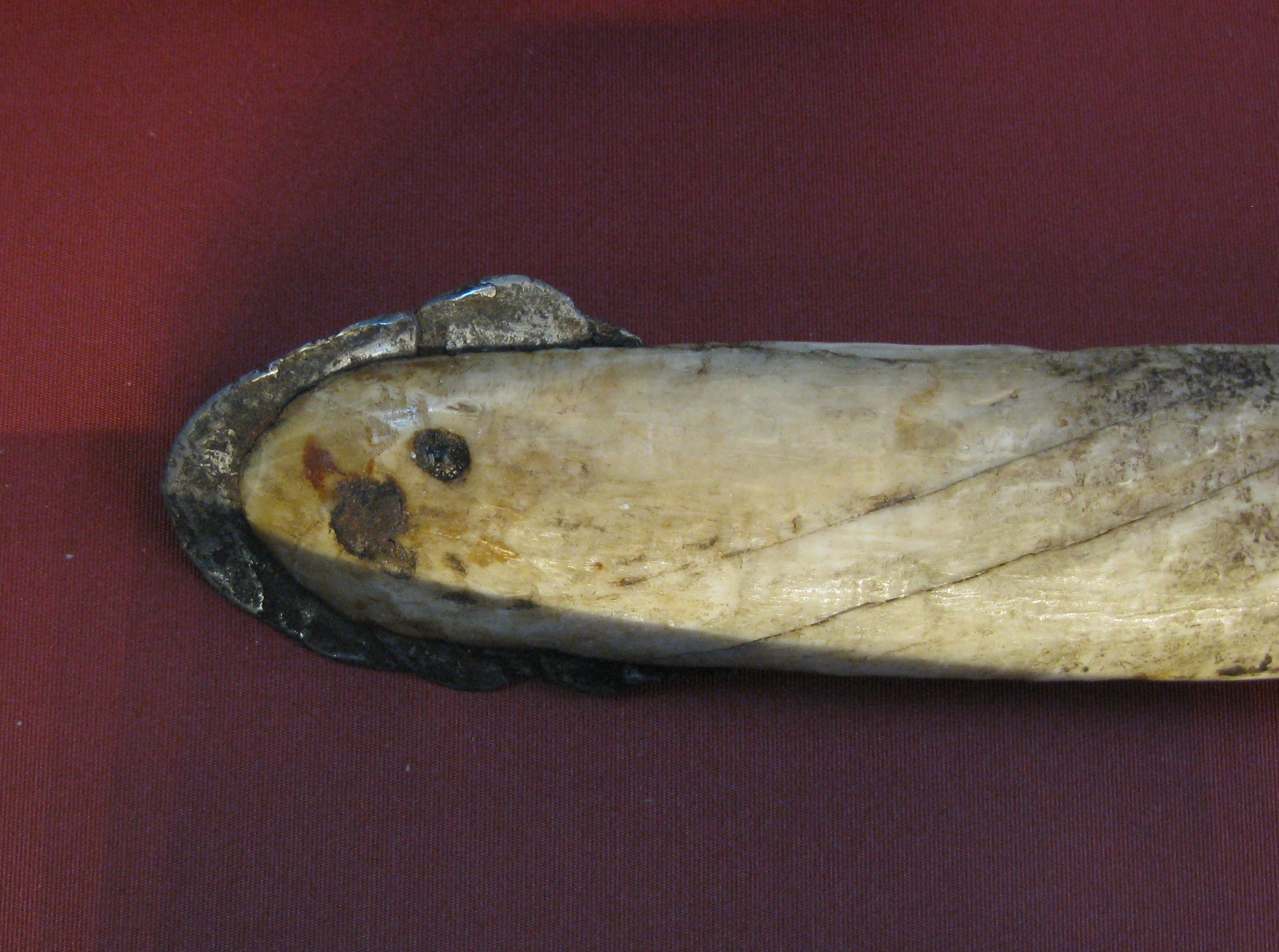
Lance fabriquée à partir d'une défense de narval et possédant une tête en fer provenant de la météorite du cap York.